# Cal Segle
Cal Segle és una obra de Juncosa (Garrigues) inclosa a l'Inventari del Patrimoni Arquitectònic de Catalunya.

## Descripció
És un edifici de planta baixa i dos pisos. Està cobert amb teula a una vessant. Té un balcó de ferro forjat amb motius florals que dona la volta a l'edifici de forma parcial. Avui l'edifici ha perdut la seva singularitat.
Durant la dècada dels vuitanta es reformà la construcció, perdent així tots els elements que el caracteritzaven. Tenia tant sol un pis i, on avui trobem el segon pis, hi havia una terrassa amb una balustrada de pedra i les obertures del primer pis eren totes motllurades.

## Història
Edifici fet construir a principis de segle per un comerciant barceloní. Als baixos s'hi col·locà una botiga que prengué el malnom de "el Siglo", ja que s'hi podia trobar de tot i el propietari n'era un barceloní. Finalment ha quedat el nom de cal Segle a l'edifici també. Amb posterioritat passà a ser-ne propietari, Lluís Vilà i Solé, actualment ho és la seva filla.